# Jun Sonoda
Jun Sonoda (薗田 淳 Sonoda Jun?, nacido el 23 de enero de 1989 en Shizuoka) es un futbolista japonés que se desempeña como defensa.

## Trayectoria

### Clubes
| Club              | País  | Año         |
| ----------------- | ----- | ----------- |
| Kawasaki Frontale | Japón | 2007 - 2013 |
| FC Machida Zelvia | Japón | 2012        |
| Consadole Sapporo | Japón | 2014 - 2015 |
| Roasso Kumamoto   | Japón | 2016 - 2017 |
| Fujieda MYFC      | Japón | 2017        |
| Blaublitz Akita   | Japón | 2018 -      |

## Estadística de carrera

### J. League
| Club              | Año   | J. League | J. League | Copa J. League | Copa J. League | Total | Total |
| Club              | Año   | Part.     | Goles     | Part.          | Goles          | Part. | Goles |
| ----------------- | ----- | --------- | --------- | -------------- | -------------- | ----- | ----- |
| Kawasaki Frontale | 2007  | 0         | 0         | 0              | 0              | 0     | 0     |
| Kawasaki Frontale | 2008  | 0         | 0         | 0              | 0              | 0     | 0     |
| Kawasaki Frontale | 2009  | 3         | 0         | 0              | 0              | 3     | 0     |
| Kawasaki Frontale | 2010  | 3         | 0         | 0              | 0              | 3     | 0     |
| Kawasaki Frontale | 2011  | 2         | 0         | 1              | 0              | 3     | 0     |
| FC Machida Zelvia | 2012  | 21        | 0         | -              | -              | 21    | 0     |
| Kawasaki Frontale | 2013  | 0         | 0         | 0              | 0              | 0     | 0     |
| Consadole Sapporo | 2014  | 8         | 0         | -              | -              | 8     | 0     |
| Consadole Sapporo | 2015  | 0         | 0         | -              | -              | 0     | 0     |
| Roasso Kumamoto   | 2016  | 14        | 1         | -              | -              | 14    | 1     |
| Roasso Kumamoto   | 2017  | 0         | 0         | -              | -              | 0     | 0     |
| Fujieda MYFC      | 2017  | 4         | 0         | -              | -              | 4     | 0     |
| Total             | Total | 55        | 1         | 1              | 0              | 56    | 1     |